# Metodo Fridrich
Il metodo Fridrich (anche noto come metodo CFOP) è uno dei più popolari metodi di risoluzione del cubo di Rubik 3×3×3, la cui creazione è attribuita alla speedcuber ceca Jessica Fridrich, che agli inizi degli anni ottanta lo rese popolare tramite la combinazione di idee di vari speedcuber. Il metodo Fridrich è molto diffuso tra gli speedcuber di tutto il mondo, inclusi Rowe Hessler, Mats Valk e Feliks Zemdegs, per il fatto di essere fortemente basato su riconoscimento di pattern, memoria muscolare e un gran numero di algoritmi, in contrapposizione a metodi più intuitivi come il Roux e il Petrus. La maggior parte degli speedcuber di alto livello nel ranking mondiale della WCA utilizza il metodo Fridrich. Il record mondiale di risoluzione singola del cubo 3×3×3, detenuto dallo statunitense Max Park con un tempo di 3,13 secondi, è stato ottenuto attraverso il metodo Fridrich.

## Storia
Agli inizi degli anni '80, durante la prima ondata d'interessamento verso il cubo di Rubik, i primi metodi di risoluzione a diffondersi furono dei semplici metodi strato-per-strato. David Singmaster, professore di matematica alla London South Bank University e tra i primi a studiare con interesse il cubo, pubblicò una guida nel 1980 con un proprio metodo di risoluzione a strati che faceva utilizzo di una croce.
La maggiore innovazione del metodo Fridrich rispetto ad altri metodi per principianti è l'implementazione dell'F2L, che permette di risolvere i primi due strati contemporaneamente. Questa tecnica tuttavia non è stata inventata da Jessica Fridrich. A quanto riporta Singmaster riguardo ai campionati del mondo del 1982, in quell'occasione Jessica Fridrich utilizzava ancora un basilare metodo a strati, mentre il partecipante olandese Guus Razoux Schultz sfruttava un primitivo F2L.
Gli ultimi due passaggi del metodo di risoluzione, l'OLL e il PLL, furono inizialmente proposti da Hans Dockhorn e Anneke Treep. Jessica Fridrich iniziò a implementare l'F2L nelle sue risoluzioni più tardi nel 1987. Il suo maggior contributo al metodo fu quello di sviluppare gli algoritmi dell'OLL e del PLL, permettendo di risolvere ogni possibile configurazione dell'ultimo strato in soli due algoritmi e rendendo la risoluzione del cubo di Rubik molto più veloce rispetto ai vecchi metodi a strati.

## Il metodo
Il metodo Fridrich può essere visto come una versione avanzata del metodo a strati. È suddiviso in quattro fasi e prevede la memorizzazione di un numero variabile di algoritmi, da 78 a 119, a seconda del tipo di risoluzione che si intende seguire. Con algoritmo si intende una sequenza di mosse, o movimenti del cubo, predefinita che porta il cubo da una configurazione a un'altra. Le 4 fasi in cui si compone il metodo Fridrich sono sintetizzate nell'acronimo "CFOP" (pronunciato C-fop), da cui il metodo prende il nome:
1. Cross (croce);
2. F2L (First Two Layers, primi due strati);
3. OLL (Orientation of the Last Layer, orientamento dell'ultimo strato);
4. PLL (Permutation of the Last Layer, permutazione dell'ultimo strato).

### Croce

La croce bianca completata alla fine della prima fase (vista sulla faccia superiore anziché quella inferiore, dove è in realtà stata risolta) (lo schema di colori raffigurato nell'immagine non è quello ufficiale in quanto la posizione dei centri è errata)

Consiste nel comporre una croce formata dal quadrato centrale di una faccia e dai quattro spigoli dello stesso colore posizionati negli spigoli. Il colore degli spigoli deve anche essere accoppiato ai colori delle quattro facce laterali.
La croce iniziale non prevede l'utilizzo di algoritmi e può essere composta intuitivamente in modo abbastanza semplice. Gli speedcuber più esperti cercano di completare questo passaggio in modo efficiente, col numero di mosse minore possibile, sfruttando la fase di ispezione (i 15 secondi in cui è possibile osservare il cubo prima che il cronometro debba essere azionato senza ricevere una penalità di 2 secondi in caso contrario o , sopra ai 17 secondi, un risultato di DNF) per prevedere le mosse che dovranno fare per costruire la croce e, in alcuni casi, anticipare uno dei passaggi previsti dalla fase successiva (F2L). Il numero medio di mosse previsto per questa fase si aggira intorno a 6,5, mentre raramente supera le 8 mosse ad alti livelli.
Tipicamente, la croce viene composta mantenendola nella faccia inferiore del cubo per continuare subito dopo con il prossimo passaggio (F2L) e il colore scelto dalla maggior parte degli speedcuber per formare la croce è generalmente il bianco. Tuttavia, alcuni speedcuber - come lo stesso Feliks Zemdegs - cosiddetti color neutral (neutrali nei confronti del colore) scelgono il colore con cui costruire la croce durante la fase di ispezione in modo che la sua composizione sia la più efficiente possibile. Diventare color neutral è difficile per la maggior parte degli speedcuber, perché gli algoritmi del CFOP vengono proposti (e quindi imparati per la prima volta) secondo la convenzione di comporre una croce bianca. Formare una croce di colore diverso, pertanto, rende più difficile riconoscere gli algoritmi da utilizzare nelle fasi successive.

### F2L

I primi due strati del cubo vengono completati alla fine dell'F2L

In questa fase, i primi due strati del cubo (numerati a partire dal basso, mantenendo la croce nella parte inferiore) vengono completati contemporaneamente. Questo si ottiene costruendo sull'ultimo strato quattro blocchi 1×1×2, che andranno poi singolarmente inseriti nei corrispettivi spazi nella parte inferiore del cubo, tra una faccia e l'altra.
Nonostante siano presenti 41 configurazioni possibili (22 + 19 casi simmetrici) e quindi altrettanti algoritmi, è possibile completare l'F2L in maniera puramente intuitiva senza la memorizzazione di alcuno di essi. Gli speedcuber più esperti consigliano comunque di imparare alcuni di questi algoritmi, per velocizzare il processo di assemblaggio e inserimento dei blocchi 1×1×2 e poter pensare in anticipo al prossimo blocco da inserire.
Di solito, viene utilizzato il sistema "2-gen" (che deriva dall'inglese 2 generator ovvero generatore di 2 mosse), le mosse più utilizzate sono R-U (che includono i movimenti a senso antiorario e il doppio movimento.

Ci sono però alcune tecniche avanzate come lo Pseudo-slotting, che significa in italiano "Pseudo-inserimento". Con questo metodo si risolve più coppie dei Primi 2 Strati allo stesso tempo utilizzando le mosse D (per orientare la "pseudo-coppia). Questo metodo è utilizzato più frequentemente dallo speedcuber polacco Tymon Kolasiński.
Il numero medio di mosse previsto è di 6,7 per blocco, con un totale di 26,8 mosse in media per completare l'F2L.

### OLL

L'ultimo strato viene correttamente orientato alla fine dell'OLL

La fase di OLL prevede l'orientamento dell'ultimo strato, ovvero la rotazione dei cubi dell'ultimo strato in modo che siano tutti rivolti correttamente rispetto al colore della faccia superiore. Se la risoluzione del cubo è iniziata costruendo una croce bianca, la faccia superiore sarà quella di colore giallo. Alla fine di questa fase, pertanto, la faccia gialla (o, in generale, la faccia superiore del cubo, opposta alla croce) verrà completata, mentre le facce laterali saranno ancora scomposte.
La versione completa dell'OLL prevede 57 algoritmi, uno per ciascuna configurazione possibile dell'ultimo strato, con un numero medio di mosse di 9,7. Tuttavia, per ridurre il carico mnemonico da sostenere, i principianti che imparano l'OLL per la prima volta generalmente eseguono un passaggio ulteriore, eseguendo quello che viene chiamato 2-Look OLL (OLL in due sguardi). Il 2-Look OLL, abbreviato in 2LOLL, è suddiviso in due fasi:
1. Orientamento degli spigoli dell'ultimo strato (3 algoritmi);
2. Orientamento degli angoli dell'ultimo strato (7 algoritmi).

Questo metodo, nonostante sia più lento poiché richiede un algoritmo in più, prevede la memorizzazione di soli 10 algoritmi dei 57 richiesti dall'OLL completo. Gli algoritmi dell'OLL vengono suddivisi in base a quali pezzi dell'ultimo strato devono essere orientati, e in certi casi vengono raggruppati in sottogruppi che prendono il nome dalla forma che assumono i cubi orientati sulla faccia superiore:
- Tutti gli spigoli orientati correttamente: 7 algoritmi;
- Nessuno spigolo orientato correttamente (o Dot OLL, perché è visibile solo un "punto" sulla faccia superiore): 8 algoritmi;
- A forma di "C": 2 algoritmi;
- A forma di "I": 4 algoritmi;
- A forma di "L": 6 algoritmi;
- A forma di "P": 4 algoritmi;
- A forma di "T": 2 algoritmi;
- A forma di "W": 2 algoritmi;
- A forma di quadrato: 2 algoritmi;
- A forma di piccolo fulmine: 4 algoritmi;
- A forma di grande fulmine: 2 algoritmi;
- A forma di mossa del cavallo: 4 algoritmi;
- A forma di pesce: 4 algoritmi;
- A forma di freccia: 1 algoritmo;
- A forma di "H": 1 algoritmo;
- Forme strane: 4 algoritmi.

### PLL

Alla fine del PLL l'ultimo strato viene correttamente permutato, risolvendo definitivamente il cubo

L'ultimo passaggio prevede la permutazione dell'ultimo strato, ovvero utilizzare opportuni algoritmi per spostare la posizione dei cubi dell'ultimo strato, senza ruotarli, in modo da completare le facce laterali e quindi il cubo stesso.
Il PLL completo prevede 21 algoritmi da memorizzare, con una media di 11,8 mosse. Analogamente a quanto accade per l'OLL, anche del PLL esiste una variante semplificata, il 2-Look PLL (o 2LPLL), suddivisa in due sotto-passaggi:
1. Permutazione degli angoli dell'ultimo strato (2 algoritmi del PLL o un algoritmo alternativo);
2. Permutazione degli spigoli dell'ultimo strato (4 algoritmi).

Anche in questo caso, il 2LPLL consente di dover memorizzare solo 6 dei 21 algoritmi del PLL completo (o 4 algoritmi del PLL più uno particolare), ma l'algoritmo in più da dover eseguire rende il metodo più lento. I 21 algoritmi del PLL vengono generalmente distinti tramite lettere dell'alfabeto, che raffigurano sommariamente la disposizione dei pezzi da permutare nell'ultimo strato:
- Solo gli spigoli da permutare: H, Ua, Ub, Z;
- Solo gli angoli da permutare: Aa, Ab, E;
- Scambio adiacente: T, F, Ja, Jb, Ra, Rb;
- Scambio diagonale: Y, V, Na, Nb;
- Permutazioni a G: Ga, Gb, Gc, Gd. [13]

Il completare l'ultimo strato utilizzando sia il 2-Look OLL che il 2-Look PLL viene indicato tramite l'acronimo 4LLL (Four-Look Last Layer, ultimo strato in quattro sguardi), in contrapposizione al 2LLL (Two-Look Last Layer) che caratterizza il CFOP completo, poiché l'ultimo strato viene completato in due passaggi anziché quattro.